# Кронсмор
Кронсмор (нем. Kronsmoor) — община в Германии, в земле Шлезвиг-Гольштейн. 
Входит в состав района Штайнбург. Подчиняется управлению Брайтенбург.  Население составляет 182 человека (на 31 декабря 2010 года). Занимает площадь 6,05 км².